# RAdmin
Radmin (Remote Administrator) — условно бесплатная программа удалённого администрирования ПК для платформы Windows, которая позволяет полноценно работать на нескольких удалённых компьютерах с помощью графического интерфейса. Кроме этого, программа позволяет передавать файлы и использовать режим голосового или текстового общения с пользователем удаленного компьютера.

## Принцип работы
Radmin состоит из 2 частей: клиентской (Radmin Viewer) и серверной (Radmin Server).
IT-специалист устанавливает серверную часть Radmin на удалённом компьютере, указывает пароль и возможность запуска программы как сервиса. После перезагрузки этого компьютера он получает возможность видеть экран этого удалённого компьютера в окне или на полном экране своего компьютера. Манипуляции мышью или клавиатурой передаются на удалённый компьютер. Таким образом IT-специалист может работать за удаленным компьютером так, как будто тот находится прямо перед ним. На компьютере IT-специалиста нужно установить бесплатную клиентскую часть Radmin Viewer.
Программа позволяет настраивать качество передаваемой картинки, что позволяет использовать её даже при низкой скорости соединения. Она также может переключаться между пользователями Windows и демонстрировать окно приглашения ко входу (logon). Удалённый компьютер может располагаться в Интернете или в локальной сети. Для работы с удаленными компьютерами Фаматек разработал программу Radmin VPN для создания виртуальной локальной сети.

## Функции
Программа позволяет подключаться к удалённому компьютеру в разных режимах:
- управление;
- просмотр;
- Telnet (для русской кодировки ввести chcp 1251);
- передача файлов;
- выключение;
- текстовый чат;
- голосовой чат;
- текстовое сообщение.

Radmin Viewer 3.5 и выше поддерживает технологию Intel AMT, предоставляющую возможность соединения с компьютером и управления им.

## Безопасность
В Radmin 3.x реализованы следующие функции безопасности:
- Надёжная защита всех передаваемых данных по стандарту AES.
- Возможность использовать систему безопасности Windows или собственную систему безопасности Radmin.
- Система безопасности Windows позволяет ограничивать удалённый доступ для отдельных пользователей или групп пользователей, включая пользователей локальных компьютеров, первичных и доверенных доменов или Active Directory. Поддерживает автоматическую проверку прав доступа пользователя и протокол Kerberos.
- Использование системы безопасности Radmin позволяет задавать различные права доступа для каждого пользователя отдельно.
- Таблицы IP-фильтрации позволяют разрешить доступ только для определённых хостов и подсетей.
- Запись в лог-файл имени пользователя и DNS расшифровки его адреса.
- Интеллектуальная защита от угадывания и перебора паролей.

## Недостатки
- В сравнении с некоторыми конкурентами, существенным ограничением применения данной программы является невозможность работы c удалённым компьютером, имеющим «серый» IP-адрес (в обход NAT).
- Telnet без поддержки русского языка.
- При подключении к Windows 10 даже на версии 3.5.1 периодически показывает чёрный экран.
- Полностью отсутствует поддержка MaсOS и операционных систем семейства Linux.

## История версий
Remote Administrator разработан Дмитрием Зноско в 1999 году. С 2009 года Дмитрий Зноско является единственным владельцем и генеральным директором компании «Фаматек».
- 2004 — релиз Remote Administrator (Radmin) 2.2.
- 13.02.2007 — релиз Radmin 3.0. В этой версии стал использоваться драйвер зеркалирования видеовывода[англ.], обеспечивающий высокую скорость передачи данных при минимальной загрузке центрального процессора. Это достигается путём получения данных непосредственно от драйвера операционной системы до их попадания в память видеокарты.
- 03.07.2007 — релиз версии Radmin 3.01 с оптимизированным процессом установки, совместимостью клиентского модуля с Wine (удаленный доступ с машин, где установлена ОС Linux)и другими изменениями.
- 02.11.2007 — релиз Radmin 3.1 с поддержкой 64-битных системы Windows Vista/XP/Server 2003
- 25.04.2008 — Radmin 3.2 с поддержкой Windows Vista SP1 (32-бит и 64-бит) и Windows Server 2008.
- 19.11.2008 — Radmin 3.3 с поддержкой технологии Intel AMT
- 13.11.2009 — Radmin 3.4 с полной поддержкой Windows 7 (кроме режима Aero)
- 25.12.2012 — Radmin 3.5 с полной поддержкой Windows 8
- 06.07.2017 — Radmin 3.5.1 c полной поддержкой Windows 10
- 14.12.2017 — Radmin 3.5.2 с реализацией нового способа чтения экрана убирающего эффект моргания дисплея в момент подключения; оптимизация скорости и другие изменения.

## Совместимость с прошлыми версиями
Radmin Viewer 3.x совместим с Remote Administrator Server 2.x с ограничением по функционалу (например, недоступна функция чата).

## Совместимость версий
| -                               | Radmin Server 3.x | Remote Administrator Server 2.x |
| ------------------------------- | ----------------- | ------------------------------- |
| Radmin Viewer 3.x               | Да                | Да                              |
| Remote Administrator Viewer 2.x | Нет               | Да                              |

## Совместимость с ОС
| -                               | Windows 10 | Windows 8 | Windows Server 2012 | Windows 7 | Windows 2008 | Windows Vista | Windows XP | Windows 2003 | Windows 2000 | Windows 98 | Windows Me |
| ------------------------------- | ---------- | --------- | ------------------- | --------- | ------------ | ------------- | ---------- | ------------ | ------------ | ---------- | ---------- |
| Radmin Server 3.5               | Да         | Да        | Да                  | Да        | Да           | Да            | Да         | Да           | Да           | Нет        | Нет        |
| Radmin Viewer 3.5               | Да         | Да        | Да                  | Да        | Да           | Да            | Да         | Да           | Да           | Да         | Да         |
| Remote Administrator Server 2.x | Нет        | Нет       | Нет                 | Нет       | Нет          | Нет           | Да         | Да           | Да           | Да         | Да         |
| Remote Administrator Viewer 2.x | Нет        | Нет       | Нет                 | Нет       | Нет          | Нет           | Да         | Да           | Да           | Да         | Да         |